# 曹全民
曹全民（1964年10月—），男，汉族，河北唐山人，中华人民共和国政治人物。毕业于浙江大学，曾任唐山市古冶区委副书记、区长，路南区委副书记、区长，2007年出任中共唐山市路北区委书记。2011年出任唐山市副市长，2021年任唐山市一级巡视员。2024年8月因涉嫌违纪接受河北省纪委监委纪律审查和监察调查。

## 生平
1964年10月，曹全民出生在河北省唐山市。1981年，曹全民进入浙江大学化学工程系化学工程专业学习，1985年继续在浙江大学研究生院环境工程专业学习，在校期间的1986年3月加入中国共产党。
1988年8月，曹全民成为唐山市环境检测中心站的一名干部，1992年3月转任管理科副主任科员，1994年8月转任综合计划处副处长，1995年9月升任副局长。
2000年2月，曹全民调任中共唐山市古冶区委副书记、古冶区人民政府代区长（3月正式任区长）。
2003年3月，曹全民调任中共唐山市路南区委副书记、路南区人民政府代区长（4月正式任区长）。
2007年5月，曹全民调任中共唐山市路北区委书记。
2011年2月，曹全民升任唐山市人民政府副市长，2016年12月兼任海港经济开发区党工委书记。

### 落马
2024年8月16日，曹全民涉嫌严重违纪违法，接受河北省纪委监委纪律审查和监察调查。